# Widzew Lodz
El RTS Widzew Lodz (en polaco y oficialmente: Reaktywacja Tradycji Sportowych Widzew Łódź; en español: Reactivación de las tradiciones deportivas de Widzew Lodz) es un club de fútbol de la ciudad de Lodz, en Polonia. Actualmente milita en la Ekstraklasa, máxima categoría del fútbol polaco. Fundado en 1910, juega sus partidos como local en el Estadio Widzew Łódź y disputa el derbi de Łódź frente al ŁKS Łódź. Los colores tradicionales del club son el rojo y el blanco.
El Widzew ha ganado cuatro campeonatos de la liga polaca (en 1981, 1982, 1996 y 1997) y una Copa de Polonia en 1985. Ha disputado 117 partidos en competiciones europeas, de los cuales ganaron 42. El Widzew eliminó al Manchester United de la Copa de la UEFA 1980-81, aunque su mayor logro fue llegar a la semifinal de la Copa de Europa 1982-83, cuando fue eliminado por la Juventus de Turín.

## Historia
El RTS Widzew Łódź fue fundado en 1910 como Asociación de Desarrollo Físico de Widzew (Towarzystwo Miłośników Rozwoju Fizycznego Widzew) y lleva el nombre del distrito Widzew de la ciudad de Łódź, donde se ubica su estadio, el Estadio Widzew Łódź, apodado el Corazón de Łódź. Hasta 2014 las siglas «RTS» correspondían a Asociación Deportiva de Trabajadores (Robotnicze Towarzystwo Sportowe), cambiándola por la denominación actual, Reactivación de las tradiciones deportivas de Widzew Lodz. Los colores tradicionales del club son el rojo y, en menor medida, el blanco, de ahí que tanto el equipo como los aficionados sean conocidos coloquialmente como "los rojos" (czerwoni) o "la Armada Roja" (Czerwona Armia).
Las décadas de 1980 y 1990 fueron las más prolíficas del Widzew. El club se proclamó campeón de la liga polaca en 1981 y 1982, repitiendo la hazaña de dos títulos ligueros consecutivos en 1996 y 1997. En 1985 venció al GKS Katowice en la final de la Copa de Polonia y al Ruch Chorzów en la edición de 1996 de la supercopa. Ambas finales se decantaron tras una tanda de penaltis después de concluir en empate a 0. En la temporada 96/97 el Widzew participó en la Liga de Campeones de la UEFA, clasificándose a la fase de grupos tras vencer al Brøndby IF y enfrentándose al Atlético de Madrid, el Borussia Dortmund y el Steaua de Bucarest.
Después de quedar en última posición durante la temporada 2013/14, el Widzew descendió a la I Liga, aunque los problemas financieros motivaron su relegación hasta la IV Liga, quinta categoría del sistema de ligas de Polonia. En junio de 2020 regresó a la segunda división, para regresar dos años más tarde a la Ekstrklasa.

## Estadio

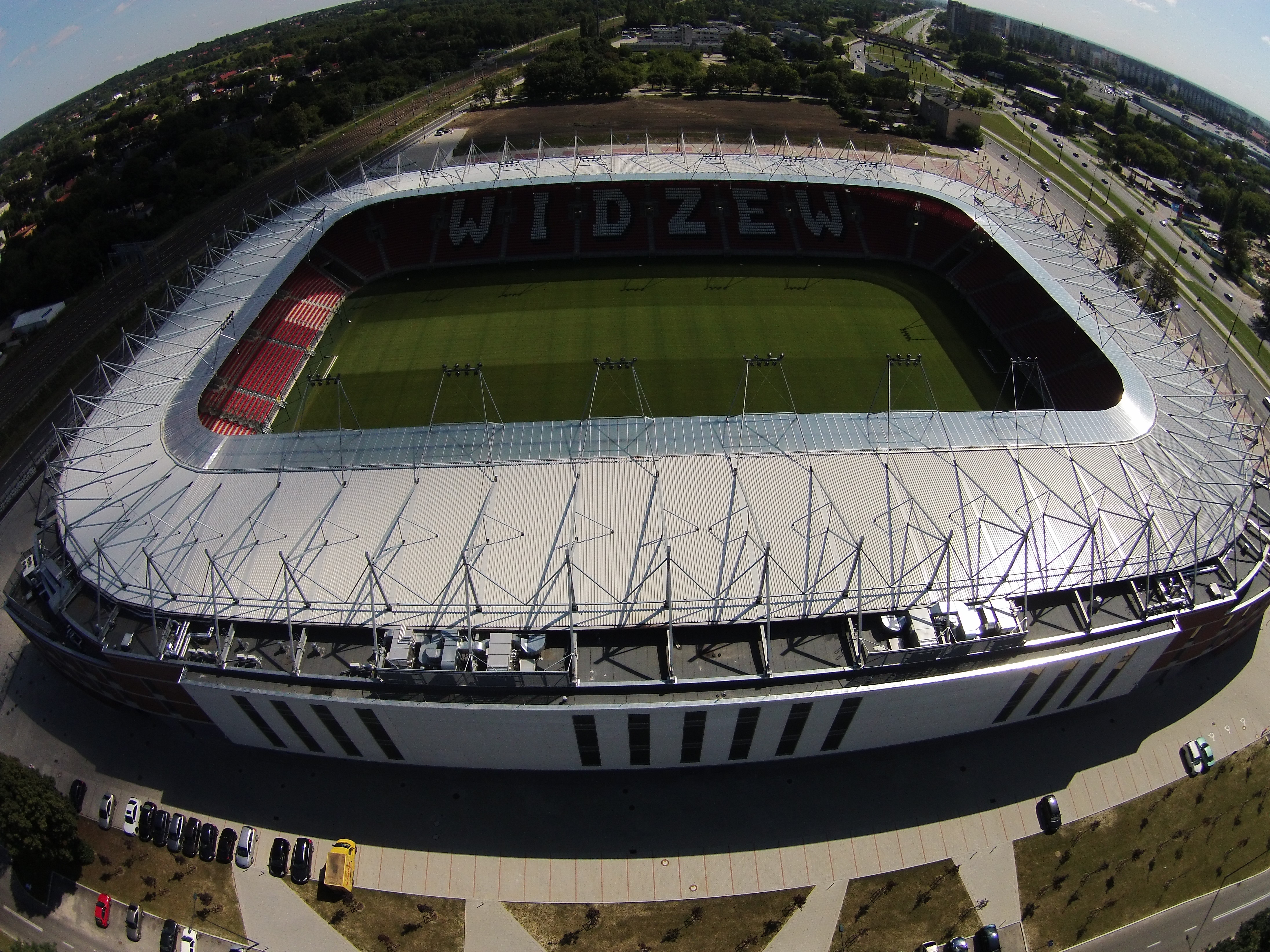
Nuevo estadio Widzew Łódź.

El estadio local del club fue el Estadio Municipal de Łódź, inaugurado en 1930. El estadio, que era propiedad de la ciudad de Łódź, tenía una capacidad de 10 500 asientos. A principios de 2015, fue demolido para dar paso a un nuevo estadio con 18 000 asientos, cuya construcción estaba prevista para noviembre de 2016. En la temporada 2014/15, su última temporada como club profesional, el Widzew jugó sus partidos como local en Byczyna cerca de Poddębice, 40 kilómetros al oeste de la ciudad de Lodz.
Después de la bancarrota y el descenso a cuarta división, el Widzew Lodz se vio obligado a jugar sus partidos domésticos en el modesto estadio del UKS SMS Łódź, durante la construcción del recinto deportivo. El primer partido en el nuevo Estadio Widzew Łódź tuvo lugar el 18 de marzo de 2017, en la victoria por 2-0 del Widzew contra el Motor Lubawa. 17 443 aficionados asistieron al partido.

## Jugadores

### Plantilla 2024/25
Actualizado el 2 de agosto de 2024.

### Jugadores destacados
| - Zbigniew Boniek - Łukasz Broź - Marek Citko - Tomasz Kiełbowicz - Bartłomiej Grzelak - Władysław Antoni Żmuda - Marcin Robak - Józef Młynarczyk | - Andrij Mychalczuk - Krzysztof Surlit - Marek Koniarek - Mirosław Tłokiński - Wiesław Wraga - Włodzimierz Smolarek - Dariusz Dziekanowski - Mirosław Szymkowiak |

## Palmarés

### Torneos nacionales
- Ekstraklasa (4):

1981, 1982, 1996, 1997
- Copa de Polonia (1):

1985
- Supercopa de Polonia (1):

1996

## Participación en competiciones de la UEFA
| Temporada | Torneo                    | Ronda             | Club                     | Resultado       |
| --------- | ------------------------- | ----------------- | ------------------------ | --------------- |
| 1977–78   | UEFA Cup                  | 1                 | Manchester City FC       | 2–2, 0–0        |
| 1977–78   | UEFA Cup                  | 2                 | PSV Eindhoven            | 3–5, 0–1        |
| 1979–80   | UEFA Cup                  | 1                 | AS Saint-Étienne         | 2–1, 0–3        |
| 1980–81   | UEFA Cup                  | 1                 | Manchester United FC     | 1–1, 0–0 (v)    |
| 1980–81   | UEFA Cup                  | 2                 | Juventus FC              | 3–1, 1–3 p. 4–1 |
| 1980–81   | UEFA Cup                  | 3                 | Ipswich Town FC          | 0–5, 1–0        |
| 1981–82   | European Cup              | 1                 | RSC Anderlecht           | 1–4, 1–2        |
| 1982–83   | European Cup              | 1                 | Hibernians FC            | 4–1, 3–1        |
| 1982–83   | European Cup              | 2                 | SK Rapid Wien            | 1–2, 5–3        |
| 1982–83   | European Cup              | 1/4               | Liverpool F.C.           | 2–0, 2–3        |
| 1982–83   | European Cup              | 1/2               | Juventus FC              | 0–2, 2–2        |
| 1983–84   | UEFA Cup                  | 1                 | IF Elfsborg              | 0–0, 2–2        |
| 1983–84   | UEFA Cup                  | 2                 | AC Sparta Prague         | 1–0, 0–3        |
| 1984–85   | UEFA Cup                  | 1                 | AGF                      | 2–0, 0–1        |
| 1984–85   | UEFA Cup                  | 2                 | Borussia Mönchengladbach | 2–3, 1–0        |
| 1984–85   | UEFA Cup                  | 3                 | FC Dinamo Minsk          | 0–2, 1–0        |
| 1985-86   | European Cup Winners' Cup | 1                 | Galatasaray SK           | 0–1, 2–1        |
| 1986–87   | UEFA Cup                  | 1                 | LASK Linz                | 1–1, 1–0        |
| 1986–87   | UEFA Cup                  | 2                 | Bayer 05 Uerdingen       | 0–0, 0–2        |
| 1992–93   | UEFA Cup                  | 1                 | Eintracht Frankfurt      | 2–2, 0–9        |
| 1995–96   | UEFA Cup                  | Clasificatoria    | Bangor City FC           | 4–0, 1–0        |
| 1995–96   | UEFA Cup                  | 1                 | FC Chornomorets Odessa   | 1–0, 0–1 p. 5–6 |
| 1996–97   | UEFA Champions League     | Clasificatoria    | Brøndby IF               | 2–1, 2–3        |
| 1996–97   | UEFA Champions League     | Grupos            | Borussia Dortmund        | 1–2, 2–2        |
| 1996–97   | UEFA Champions League     | Grupos            | Atlético Madrid          | 1–4, 0–1        |
| 1996–97   | UEFA Champions League     | Grupos            | Steaua Bucureşti         | 0–1, 2–0        |
| 1997–98   | UEFA Champions League     | 1ª Clasificatoria | Neftchi Baku             | 2–0, 8–0        |
| 1997–98   | UEFA Champions League     | 2ª Clasificatoria | Parma FC                 | 1–3, 0–4        |
| 1997–98   | UEFA Cup                  | 1                 | Udinese Calcio           | 1–0, 0–3        |
| 1999–00   | UEFA Champions League     | 2ª Clasificatoria | Litex Lovech             | 4–1, 1–4 p. 3–2 |
| 1999–00   | UEFA Champions League     | 3ª Clasificatoria | ACF Fiorentina           | 1–3, 0–2        |
| 1999–00   | UEFA Cup                  | 1                 | Skonto FC                | 0–1, 2–0        |
| 1999–00   | UEFA Cup                  | 2                 | AS Monaco                | 1–1, 0–2        |

## Entrenadores
| - Zygmunt Otto (1948) - Vančo Kaménař (1948) - Wacław Pegza (1949) - Władysław Król (1950–51) - Leszek Jezierski (1972–76) - Janusz Pekowski (1976) - Paweł Kowalski (1976–77) - Bronisław Waligóra (1977–79) - Stanisław Świerk (1978–79) - Jacek Machciński (1979–81) - Bronisław Waligóra (1984–86) - Orest Lenczyk (1987–88) - Andrzej Grębosz (1988–89) - Bronisław Waligóra (1988–90) - Jan Tomaszewski (1989–90) - Czesław Fudalej (1989–90) - Paweł Kowalski (1990–91) - Władysław Jan Żmuda (1992–93) - Leszek Jezierski (1992–93) - Marek Woziński (1993–94) - Władysław Stachurski (1993–95) - Ryszard Polak (1994–95) - Franciszek Smuda (1995–98) - Andrzej Pyrdoł (1998) | - Wojciech Łazarek (1998) - Marek Dziuba (1998–99) - Grzegorz Lato (1999) - Orest Lenczyk (1999–2000) - Andrzej Pyrdoł (2000) - Jan Żurek (2000) - Petro Kushlyk (2000–01) - Marek Koniarek (2000–01) - Marek Kusto (2001) - Dariusz Wdowczyk (2001–02) - Franciszek Smuda (2002) - Petr Němec (2002–03) - Tomasz Muchiński (2003) - Franciszek Smuda (2003) - Andrzej Kretek (2003) - Tomasz Łapiński (2003) - Jerzy Kasalik (2003–04) - Stefan Majewski (2004–06) - Michał Probierz (2006–07) - Marek Zub (2007–08) - Janusz Wójcik (2008) - Waldemar Fornalik (2008–09) - Paweł Janas (2009–10) - Andrzej Kretek (2010) | - Czesław Michniewicz (2010–11) - Radosław Mroczkowski (2011–13) - Rafal Pawlak (2013–14) - Artur Skowronek (2014) - Włodzimierz Tylak (2014) - Rafał Pawlak (2014) - Wojciech Stawowy (2014–15) - Witold Obarek (2015) - Marcin Płuska (2015–16) - Tomasz Muchiński (2016) - Przemysław Cecherz (2016–17) - Franciszek Smuda (2017–18) - Radosław Mroczkowski (2018–19) - Jacek Paszulewicz (2019) - Zbigniew Smółka (2019) - Marcin Kaczmarek (2019–20) - Enkeleid Dobi (2020–21) - Marcin Broniszewski (2021) - Janusz Niedźwiedź (2021–) |